# Interstate Commerce Act

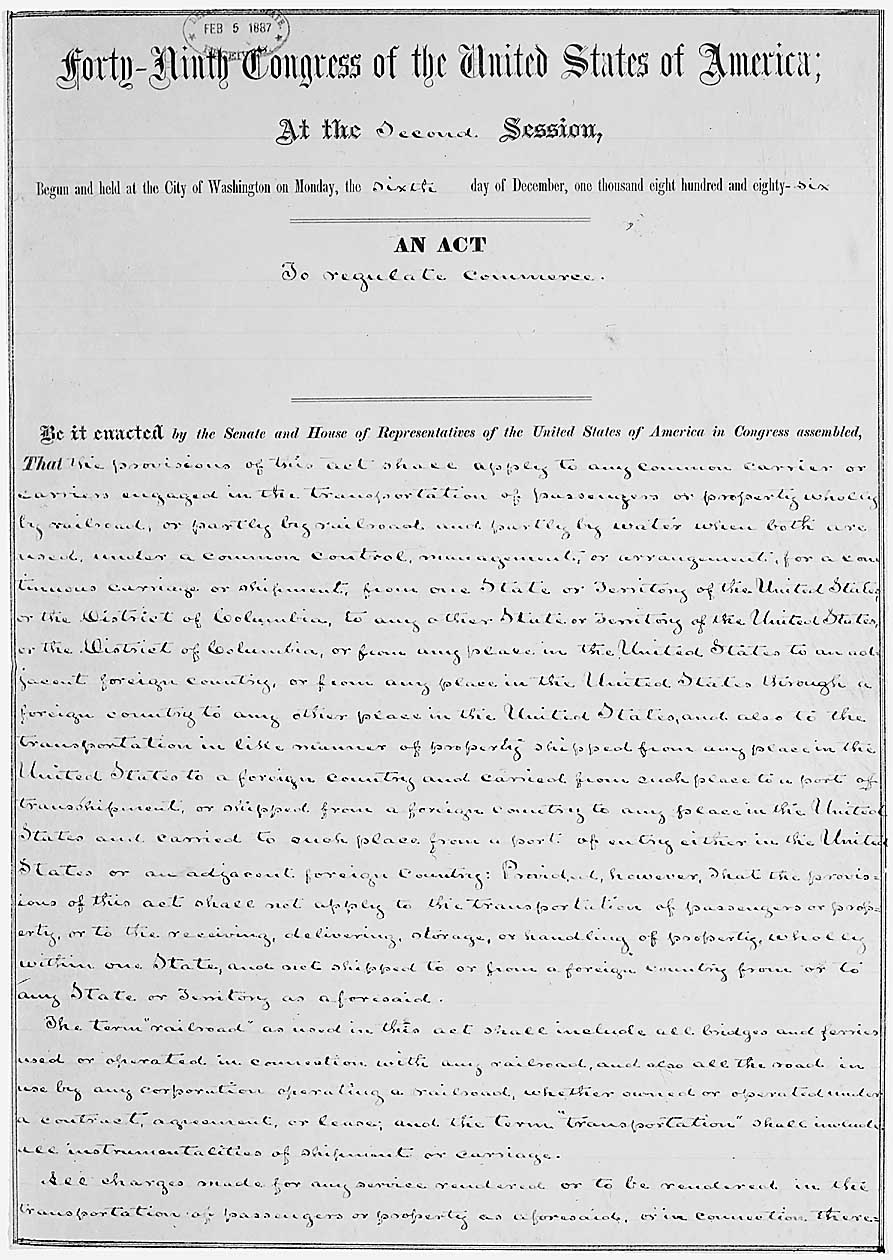
Le Interstate Commerce Act est une loi fédérale votée en 1887

Le Interstate Commerce Act est une loi fédérale votée en 1887 et mis en place aux États-Unis, afin de réguler l'industrie ferroviaire, et particulièrement les monopoles.